# Highnook Beck
Der Highnook Beck ist ein Wasserlauf im Lake District, Cumbria, England.
Der Highnook Beck entsteht an der Nordseite des Gavel Fell und fließt in nordöstlicher Richtung bis zu seiner Vereinigung mit dem Whiteoak Beck zum Park Beck.